# Myleus pacu
Espèce
Synonymes
- Myletes pacu Jardine & Schomburgk, 1841[1]

Myleus pacu est une espèce de poisson d'eau douce de la famille des Serrasalmidae.

## Systématique
L'espèce Myleus pacu a été décrite initialement en 1841 sous le protonyme de Myletes pacu.
Pour BioLib cette description a été faite par William Jardine (1800-1874) et Robert Hermann Schomburgk (1804-1865) alors que le WoRMS et FishBase ne reconnaissent seulement comme auteur que William Jardine,. 

## Répartition
Myleus pacu est endémique du fleuve Essequibo.

## Description
Myleus pacu peut mesurer jusqu'à 20 cm de longueur totale. Adulte, il se nourrit principalement de plantes aquatiques (famille des Podostemaceae) et dans une moindre mesure de graines. Pendant la saison des pluies il fait de longues migrations pour aller se reproduire dans des criques. 

## Noms vernaculaires
En Guyane française cette espèce est appelée :
- en créole, Koumarou-nwé ou Pakou ;
- en wayãpi, Paku ;
- en wayana, Watau.

Au Brésil, en portugais, Pacu dente.

## Étymologie
Son épithète spécifique, pacu, reprend l’appellation locale donnée à ce type d'espèces dont celle-ci en particulier, terme dérivé de « pa’ku » en langue tupi.